# 安托萬鎮區 (阿肯色州派克縣)
安托萬鎮區（英語：Antoine Township）是位於美國阿肯色州派克縣的一個行政鎮區。

## 地方資料
安托萬鎮區的面積為180.39平方千米，當中陸地面積為177.32平方千米，而水域面積為3.07平方千米。根據2010年美國人口普查的數據，當地共有人口826人，而人口密度為每平方千米4.58人。